# Ванильные рогалики
Ванильные рогалики (ванильные рожки, ваниллекипферль нем. Vanillekipferln) — австрийское печенье в форме маленьких рогаликов из песочного теста на сливочном масле с добавлением молотого миндаля. Ещё горячими готовые рогалики обваливают в ванильном сахаре или сахарной пудре. Имеются рецепты ванильных рогаликов с грецким или лесным орехами вместо миндаля.
По мнению издания Der Standard, нет ничего более австрийского, чем ванильные рогалики. Рогалик, изобретение венской кухни, появился по легенде в 1683 году во время турецкой осады города. Якобы в насмешку над побеждёнными мусульманами венцы лакомились выпечкой в форме лунного серпа. В действительности рогалики chipfen упоминал ещё хронист XIII века Янс дер Эникель, их венские булочники испекли по поводу приезда на Рождество в Вену герцога Леопольда VI. Согласно другой легенде, в Париже рогалик, предшественник знаменитого круассана, оказался вместе с королевским багажом Марии-Антуанетты. Ванильные рогалики появились в конце XIX века после изобретения химиками Фердинандом Тиманом и Вильгельмом Хаарманом способа синтезирования ванильного аромата из соснового сока. Во Франции ванильные рогалики известны в основном в Эльзасе. Австрийская розничная торговля предлагает к Рождеству готовые ванильные рогалики.